# Banco Amambay
Die Banco Amambay ist eine paraguayische Bank, die 1992 gegründet wurde. Sie war bis zu ihrer Umstrukturierung im Jahr 2023 Teil des Unternehmenskonglomerats Grupo Cartes von Ex Präsident Horacio Cartes. Sie hat ihren Hauptsitz in Asunción und verfügte im Juni 2012 über Aktiva in Höhe von 333,4 Millionen Dollar und ein Eigenkapital von 51,1 Millionen Dollar. Im Juni 2012 verfügte die Banco Amambay über rund 2,8 % der paraguayischen Einlagen (die 13. größte nach Kreditvolumen), wobei 61 % der Einlagen auf die 20 größten Einleger entfielen.